# 钟祥站
钟祥站，位于中华人民共和国湖北省荆门市钟祥市，是长荆铁路上的火车站，建于2004年，由武汉局集团管辖。

## 歷史
- 建于2004年。

## 车站结构

### 站线配置

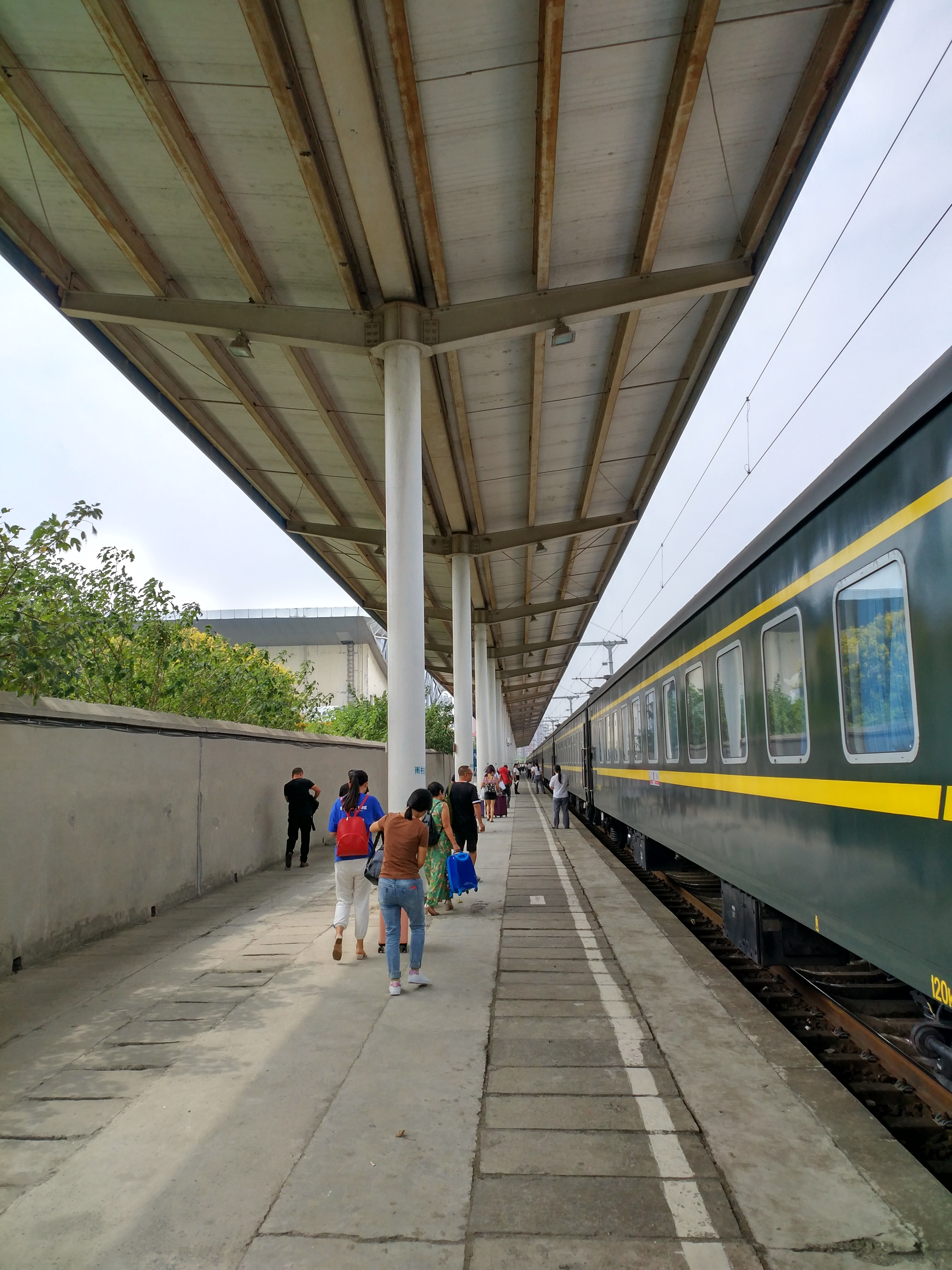
K253次列车停靠车站1站台

| 北↑ |      |                                    |  |
| 3道 | 3    | 到发线                             |  |
|     | 岛式 |                                    |  |
| 2道 | 2    | （冷水镇站）长荆铁路正线（东桥站） |  |
| 1道 | 1    | 到发线                             |  |
|     | 侧式 |                                    |  |
| 南↓ |      | 南站房                             |  |

## 外部連結
- 中国铁路客户服务中心 （页面存档备份，存于）